# 50 grandes jogadores da história da NBA

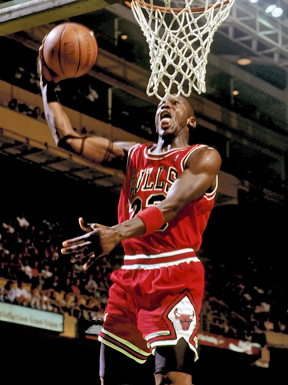
Jordan é considerado como o maior de todos os jogadores da história do basquete

Os 50 maiores jogadores da história da NBA (ou, como no original em inglês, 50 Greatest Players in National Basketball Association History, também conhecido como: NBA's 50th Anniversary All-Time Team ou NBA's Top 50) foram escolhidos em 1996, em comemoração ao aniversário de 50 anos de fundação da liga. Os 50 jogadores foram eleitos através de votação realizado por um júri composto por membros da imprensa especializada, técnicos, antigos jogadores e general managers. Além disso, ainda foram escolhidos por membros da imprensa os 10 melhores treinadores da história e as 10 melhores equipes em uma única temporada. Como critérios de votação, os jurados deveriam escolher seus votos sem levar em consideração a posição de cada atleta e nem deveriam ranquear do 1º ao 50º e os ex-jogadores também não poderiam votar em si mesmos.
A lista foi anunciada pelo comissário David Stern em 29 de outubro de 1996 no hotel Grand Hyatt New York, onde anteriormente era o histórico Commodore Hotel, local onde foi assinado o contrato original da NBA em 6 de junho de 1946. O anúncio dos jogadores marcou a abertura da temporada de celebrações ao 50 anos da National Basketball Association. No final de semana do All-Star Game, 47 dos 50 jogadores homenageados reuniram-se para receber a honraria no intervalo do jogo. Três jogadores estiveram ausentes: Pete Maravich, que morreu em 1988, aos 40 anos; Shaquille O'Neal, que se recuperava de uma séria lesão no joelho; e Jerry West, que faria uma cirurgia de emergência por conta de uma infecção no ouvido e não poderia voar de avião. À época do anúncio, 11 jogadores ainda estavam em atividade; hoje em dia, todos já estão aposentados. O'Neal foi o último a ainda estar jogando, aposentando-se ao fim da temporada 2010–11.

## Processo de Seleção
A lista foi feita através de votação de 50 jurados que deveriam escolher 50 jogadores sem ordená-los do 1 ao 50. Os jurados foram divididos em três categorias: Jogadores, Representantes da Imprensa e Representantes das Equipes (Técnicos, General Managers e Executivos). Dos 50 votantes, 16 eram ex-jogadores (fazendo parte da categoria de Jogadores), 13 membros da imprensa (jornal, rádio e televisão) e 21 eram os representantes das equipes. Deste último grupo dos representantes das equipes, 13 eram ex-jogadores e não poderiam votar em si mesmos. Somente três dos antigos jogadores que tiveram direito a voto não entraram no time (Bill Bradley, Johnny Kerr e Bob Lanier).

### Votantes
| *         | Jogadores escolhidos entre os 50 maiores jogadores da história da NBA |
| Categoria | Conforme indicado pela NBA                                            |

| Nome                 | Categoria |
| -------------------- | --------- |
| Kareem Abdul-Jabbar* | Jogador   |
| Marv Albert          | Imprensa  |
| Al Attles*           | Equipes   |
| Red Auerbach         | Equipes   |
| Elgin Baylor*        | Equipes   |
| Dave Bing*           | Jogador   |
| Larry Bird*          | Equipes   |
| Marty Blake          | Equipes   |
| Fran Blinebury       | Imprensa  |
| Bill Bradley         | Jogador   |
| Hubie Brown          | Equipes   |
| Wilt Chamberlain*    | Jogador   |
| Mitch Chortkoff      | Imprensa  |
| Bob Cousy*           | Jogador   |
| Billy Cunningham*    | Equipes   |
| Chuck Daly           | Equipes   |
| David DuPree         | Imprensa  |
| Wayne Embry          | Equipes   |
| Julius Erving*       | Jogador   |
| Joe Gilmartin        | Imprensa  |
| Sam Goldaper         | Imprensa  |
| Alex Hannum          | Equipes   |
| Lester Harrison      | Equipes   |
| John Havlicek*       | Jogador   |
| Chick Hearn          | Imprensa  |
| Red Holzman          | Equipes   |
| Phil Jasner          | Imprensa  |
| Magic Johnson*       | Jogador   |
| Johnny Kerr          | Jogador   |
| Leonard Koppett      | Imprensa  |
| Bob Lanier           | Equipes   |
| Frank Layden         | Equipes   |
| Leonard Lewin        | Imprensa  |
| Jack McCallum        | Imprensa  |
| Dick McGuire         | Equipes   |
| George Mikan*        | Jogador   |
| Bob Pettit*          | Jogador   |
| Harvey Pollack       | Equipes   |
| Jack Ramsay          | Equipes   |
| Willis Reed*         | Equipes   |
| Oscar Robertson*     | Jogador   |
| Bill Russell*        | Jogador   |
| Bob Ryan             | Imprensa  |
| Dolph Schayes*       | Jogador   |
| Bill Sharman*        | Jogador   |
| Gene Shue            | Equipes   |
| Isiah Thomas*        | Equipes   |
| Wes Unseld*          | Equipes   |
| Peter Vecsey         | Imprensa  |
| Jerry West*          | Equipes   |

## Jogadores selecionados

### A lista
Onze jogadores (Charles Barkley, Clyde Drexler, Patrick Ewing, Michael Jordan, Karl Malone, Shaquille O'Neal, Hakeem Olajuwon, Robert Parish, Scottie Pippen, David Robinson and John Stockton) ainda estavam em atividade na temporada 1996–97 na qual o time dos 50 foi anunciado. Hoje em dia, todos já se aposentaram. O'Neal foi o último a estar em atividade, aposentando-se no final de temporada 2010–11. Todos os jogadores também já foram nomeados para o Hall da Fama do Basquete (Basketball Hall of Fame). Lenny Wilkens é o único dos jogadores a ter sido escolhido também na lista dos melhores técnicos. Na época da lista, somente Pete Maravich havia falecido. Até 2020, Wilt Chamberlain, Dave DeBusschere, Paul Arizin, Hal Greer, John Havlicek, George Mikan, Bill Sharman, Moses Malone, Dolph Schayes e Nate Thurmond já faleceram.
| Itálico  | Itálico  | Jogadores em atividade na época do anúncio  | Jogadores em atividade na época do anúncio  | Jogadores em atividade na época do anúncio  | Jogadores em atividade na época do anúncio  | Jogadores em atividade na época do anúncio  |
| All Star | All Star | Número de aparições no All-Star Game        | Número de aparições no All-Star Game        | Número de aparições no All-Star Game        | Número de aparições no All-Star Game        | Número de aparições no All-Star Game        |
| Ano      | Ano      | Ano da Nomeação ao Hall da Fama do Basquete | Ano da Nomeação ao Hall da Fama do Basquete | Ano da Nomeação ao Hall da Fama do Basquete | Ano da Nomeação ao Hall da Fama do Basquete | Ano da Nomeação ao Hall da Fama do Basquete |
| G        | Guard    | Guard                                       | F                                           | Forward                                     | C                                           | Center                                      |
| Pos      | Posição  | Posição                                     | Pts                                         | Pontos                                      | Reb                                         | Rebotes                                     |
| Ast      | Ast      | Assistências                                | Assistências                                | MVP                                         | Most Valuable Player                        | Most Valuable Player                        |

Nota: Estatísticas correspondentes até o fim da temporada 2010–11, a última na qual um jogador da lista dos 50 maiores ainda estava em atividade.
| Nome                | Equipes (temporadas) | Pos | Pts    | Reb    | Ast    | Títulos                                                               | MVP                                    | Finals MVP                             | All Star | Ano  | Ref.   |
| ------------------- | --- | --- | ------ | ------ | ------ | --------------------------------------------------------------------- | -------------------------------------- | -------------------------------------- | -------- | ---- | ------ |
| Kareem Abdul-Jabbar | Milwaukee Bucks (1969–1975) Los Angeles Lakers (1975–1989) | C   | 38,387 | 17,440 | 5,660  | 6 (1971, 1980, 1982, 1985, 1987, 1988)                                | 6 (1971, 1972, 1974, 1976, 1977, 1980) | 2 (1971, 1985)                         | 19       | 1995 | [ 2 ]  |
| Nate Archibald      | Cincinnati Royals / Kansas City-Omaha / Kansas City Kings (1970–1976) New York Nets (1976-1977) Boston Celtics (1977–1983) Milwaukee Bucks (1983-1984)                                                         | G   | 16,481 | 2,046  | 6,476  | 1 (1981)                                                              | None                                   | None                                   | 6        | 1991 | [ 3 ]  |
| Paul Arizin         | Philadelphia Warriors (1950–1952, 1954–1962) | F   | 16,266 | 6,129  | 1,665  | 1 (1956)                                                              | None                                   | None                                   | 10       | 1978 | [ 4 ]  |
| Charles Barkley     | Philadelphia 76ers (1984–1992) Phoenix Suns (1992–1996) Houston Rockets (1996–2000) | F   | 23,757 | 12,546 | 4,215  | None                                                                  | 1 (1993)                               | None                                   | 11       | 2006 | [ 5 ]  |
| Rick Barry          | San Francisco / Golden State Warriors (1965–1967, 1972–1978) Houston Rockets (1978–1980) | F   | 18,395 | 5,168  | 4,017  | 1 (1975)                                                              | None                                   | 1 (1975)                               | 8        | 1987 | [ 6 ]  |
| Elgin Baylor        | Minneapolis / Los Angeles Lakers (1958–1971) | F   | 23,149 | 11,463 | 3,650  | None                                                                  | None                                   | None                                   | 11       | 1977 | [ 7 ]  |
| Dave Bing           | Detroit Pistons (1966–1975) Washington Bullets (1975–1977) Boston Celtics (1977-1978) | G   | 18,327 | 3,420  | 5,397  | None                                                                  | None                                   | None                                   | 7        | 1990 | [ 8 ]  |
| Larry Bird          | Boston Celtics (1979–1992) | F   | 21,791 | 8,974  | 5,695  | 3 (1981, 1984, 1986)                                                  | 3 (1984, 1985, 1986)                   | 2 (1984, 1986)                         | 12       | 1998 | [ 9 ]  |
| Wilt Chamberlain    | Philadelphia / San Francisco Warriors (1959–1965) Philadelphia 76ers (1965–1968) Los Angeles Lakers (1968–1973)                                                                                                | C   | 31,419 | 23,924 | 4,643  | 2 (1967, 1972)                                                        | 4 (1960, 1966, 1967, 1968)             | 1 (1972)                               | 13       | 1979 | [ 10 ] |
| Bob Cousy           | Boston Celtics (1950–1963) Cincinnati Royals (1969-1970) | G   | 16,960 | 4,786  | 6,955  | 6 (1957, 1959, 1960, 1961, 1962, 1963)                                | 1 (1957)                               | None                                   | 13       | 1971 | [ 11 ] |
| Dave Cowens         | Boston Celtics (1970–1980) Milwaukee Bucks (1982-1983) | C   | 13,516 | 10,444 | 2,910  | 2 (1974, 1976)                                                        | 1 (1973)                               | None                                   | 7        | 1991 | [ 12 ] |
| Billy Cunningham    | Philadelphia 76ers (1965–1972, 1974–1976) | F   | 13,626 | 6,638  | 2,625  | 2 (1967, 1983)                                                        | None                                   | None                                   | 4        | 1986 | [ 13 ] |
| Dave DeBusschere    | Detroit Pistons (1962–1968) New York Knicks (1968–1974) | F   | 14,053 | 9,618  | 2,497  | 2 (1970, 1973)                                                        | None                                   | None                                   | 8        | 1983 | [ 14 ] |
| Clyde Drexler       | Portland Trail Blazers (1983–1995) Houston Rockets (1995–1998) | G   | 22,195 | 6,677  | 6,125  | 1 (1995)                                                              | None                                   | None                                   | 10       | 2004 | [ 15 ] |
| Julius Erving       | Philadelphia 76ers (1976–1987) | F   | 18,364 | 5,601  | 3,224  | 1 (1983)                                                              | 1 (1981)                               | None                                   | 11       | 1993 | [ 16 ] |
| Patrick Ewing       | New York Knicks (1985–2000) Seattle SuperSonics (2000-2001) Orlando Magic (2001-2002) | C   | 24,815 | 11,607 | 2,215  | None                                                                  | None                                   | None                                   | 11       | 2008 | [ 17 ] |
| Walt Frazier        | New York Knicks (1967–1977) Cleveland Cavaliers (1977–1980) | G   | 15,581 | 4,830  | 5,040  | 2 (1970, 1973)                                                        | None                                   | None                                   | 7        | 1987 | [ 18 ] |
| George Gervin       | San Antonio Spurs (1976–1985) Chicago Bulls (1985-1986) | G   | 20,708 | 3,607  | 2,214  | None                                                                  | None                                   | None                                   | 9        | 1996 | [ 19 ] |
| Hal Greer           | Syracuse Nationals / Philadelphia 76ers (1958–1973) | G   | 21,586 | 5,665  | 4,540  | 1 (1967)                                                              | None                                   | None                                   | 10       | 1982 | [ 20 ] |
| John Havlicek       | Boston Celtics (1962–1978) | F/G | 26,395 | 8,007  | 6,114  | 8 (1963, 1964, 1965, 1966, 1968, 1969, 1974, 1976)                    | None                                   | 1 (1974)                               | 13       | 1984 | [ 21 ] |
| Elvin Hayes         | San Diego / Houston Rockets (1968–1972, 1981–1984) Baltimore / Capital / Washington Bullets (1972–1981) | F/C | 27,313 | 16,279 | 2,398  | 1 (1978)                                                              | None                                   | None                                   | 12       | 1990 | [ 22 ] |
| Magic Johnson       | Los Angeles Lakers (1979–1991, 1996) | G   | 17,707 | 6,559  | 10,141 | 5 (1980, 1982, 1985, 1987, 1988)                                      | 3 (1987, 1989, 1990)                   | 3 (1980, 1982, 1987)                   | 12       | 2002 | [ 23 ] |
| Sam Jones           | Boston Celtics (1957–1969) | G   | 15,411 | 4,305  | 2,209  | 10 (1959, 1960, 1961, 1962, 1963, 1964, 1965, 1966, 1968, 1969)       | None                                   | None                                   | 5        | 1984 | [ 24 ] |
| Michael Jordan      | Chicago Bulls (1984–1993, 1995–1998) Washington Wizards (2001–2003) | G   | 32,292 | 6,672  | 5,633  | 6 (1991, 1992, 1993, 1996, 1997, 1998)                                | 5 (1988, 1991, 1992, 1996, 1998)       | 6 (1991, 1992, 1993, 1996, 1997, 1998) | 14       | 2009 | [ 25 ] |
| Jerry Lucas         | Cincinnati Royals (1963–1969) San Francisco Warriors (1969–1971) New York Knicks (1971–1974) | F   | 14,053 | 12,942 | 2,732  | 1 (1973)                                                              | None                                   | None                                   | 7        | 1980 | [ 26 ] |
| Karl Malone         | Utah Jazz (1985–2003) Los Angeles Lakers (2003-2004) | F   | 36,928 | 14,968 | 5,248  | None                                                                  | 2 (1997, 1999)                         | None                                   | 14       | 2010 | [ 27 ] |
| Moses Malone        | Buffalo Braves (1976) Houston Rockets (1976–1982) Philadelphia 76ers (1982–1986, 1993-1994) Washington Bullets (1986–1988) Atlanta Hawks (1988–1991) Milwaukee Bucks (1991–1993) San Antonio Spurs (1994-1995) | C   | 27,409 | 16,212 | 1,796  | 1 (1983)                                                              | 3 (1979, 1982, 1983)                   | 1 (1983)                               | 12       | 2001 | [ 28 ] |
| Pete Maravich       | Atlanta Hawks (1970–1974) New Orleans / Utah Jazz (1974–1980) Boston Celtics (1980) | G   | 15,948 | 2,747  | 3,563  | None                                                                  | None                                   | None                                   | 5        | 1987 | [ 29 ] |
| Kevin McHale        | Boston Celtics (1980–1993) | F   | 17,335 | 7,122  | 1,670  | 3 (1981, 1984, 1986)                                                  | None                                   | None                                   | 7        | 1999 | [ 30 ] |
| George Mikan        | Minneapolis Lakers (1948–1956) | C   | 10,156 | 4,167  | 1,245  | 5 (1949, 1950, 1952, 1953, 1954)                                      | None                                   | None                                   | 4        | 1959 | [ 31 ] |
| Earl Monroe         | Baltimore Bullets (1967–1971) New York Knicks (1971–1980) | G   | 17,454 | 2,796  | 3,594  | 1 (1973)                                                              | None                                   | None                                   | 4        | 1990 | [ 32 ] |
| Hakeem Olajuwon     | Houston Rockets (1984–2001) Toronto Raptors (2001-2002) | C   | 26,946 | 13,748 | 3,058  | 2 (1994, 1995)                                                        | 1 (1994)                               | 2 (1994, 1995)                         | 12       | 2008 | [ 33 ] |
| Shaquille O'Neal    | Orlando Magic (1992–1996) Los Angeles Lakers (1996–2004) Miami Heat (2004–2008) Phoenix Suns (2008–2009) Cleveland Cavaliers (2009-2010) Boston Celtics (2010-2011)                                            | C   | 28,596 | 13,099 | 3,026  | 4 (2000, 2001, 2002, 2006)                                            | 1 (2000)                               | 3 (2000, 2001, 2002)                   | 15       | 2016 | [ 34 ] |
| Robert Parish       | Golden State Warriors (1976–1980) Boston Celtics (1980–1994) Charlotte Hornets (1994–1996) Chicago Bulls (1996-1997)                                                                                           | C   | 23,334 | 14,715 | 2,180  | 4 (1981, 1984, 1986, 1997)                                            | None                                   | None                                   | 9        | 2003 | [ 35 ] |
| Bob Pettit          | Milwaukee / St. Louis Hawks (1954–1965) | F   | 20,880 | 12,849 | 2,369  | 1 (1958)                                                              | 2 (1956, 1959)                         | None                                   | 11       | 1971 | [ 36 ] |
| Scottie Pippen      | Chicago Bulls (1987–1998, 2003-2004) Houston Rockets (1998-1999) Portland Trail Blazers (1999–2003) | F   | 18,940 | 7,494  | 6,135  | 6 (1991, 1992, 1993, 1996, 1997, 1998)                                | None                                   | None                                   | 7        | 2010 | [ 37 ] |
| Willis Reed         | New York Knicks (1964–1974) | C/F | 12,183 | 8,414  | 1,186  | 2 (1970, 1973)                                                        | 1 (1970)                               | 2 (1970, 1973)                         | 7        | 1982 | [ 38 ] |
| Oscar Robertson     | Cincinnati Royals (1960–1970) Milwaukee Bucks (1970–1974) | G   | 26,710 | 7,804  | 9,887  | 1 (1971)                                                              | 1 (1964)                               | None                                   | 12       | 1980 | [ 39 ] |
| David Robinson      | San Antonio Spurs (1989–2003) | C   | 20,790 | 10,497 | 2,441  | 2 (1999, 2003)                                                        | 1 (1995)                               | None                                   | 10       | 2009 | [ 40 ] |
| Bill Russell        | Boston Celtics (1956–1969) | C   | 14,522 | 21,620 | 4,100  | 11 (1957, 1959, 1960, 1961, 1962, 1963, 1964, 1965, 1966, 1968, 1969) | 5 (1958, 1961, 1962, 1963, 1965)       | None                                   | 12       | 1975 | [ 41 ] |
| Dolph Schayes       | Syracuse Nationals / Philadelphia 76ers (1949–1964) | F   | 18,438 | 11,256 | 3,072  | 1 (1955)                                                              | None                                   | None                                   | 12       | 1973 | [ 42 ] |
| Bill Sharman        | Washington Capitols (1950-1951) Boston Celtics (1951–1961) | G   | 12,665 | 2,779  | 2,101  | 4 (1957, 1959, 1960, 1961)                                            | None                                   | None                                   | 8        | 1976 | [ 43 ] |
| John Stockton       | Utah Jazz (1984–2003) | G   | 19,711 | 4,051  | 15,806 | None                                                                  | None                                   | None                                   | 10       | 2009 | [ 44 ] |
| Isiah Thomas        | Detroit Pistons (1981–1994) | G   | 18,822 | 3,478  | 9,061  | 2 (1989, 1990)                                                        | None                                   | 1 (1990)                               | 12       | 2000 | [ 45 ] |
| Nate Thurmond       | San Francisco / Golden State Warriors (1963–1974) Chicago Bulls (1974–1975) Cleveland Cavaliers (1975–1977) | C   | 14,437 | 14,464 | 2,575  | None                                                                  | None                                   | None                                   | 7        | 1985 | [ 46 ] |
| Wes Unseld          | Baltimore / Capital / Washington Bullets (1968–1981) | C   | 10,624 | 13,769 | 3,822  | 1 (1978)                                                              | 1 (1969)                               | 1 (1978)                               | 5        | 1988 | [ 47 ] |
| Bill Walton         | Portland Trail Blazers (1974–1979) San Diego / Los Angeles Clippers (1979,1983–1985) Boston Celtics (1985–1987)                                                                                                | C   | 6,215  | 4,923  | 1,590  | 2 (1977, 1986)                                                        | 1 (1978)                               | 1 (1977)                               | 2        | 1993 | [ 48 ] |
| Jerry West          | Los Angeles Lakers (1960–1974) | G   | 25,192 | 5,366  | 6,238  | 1 (1972)                                                              | None                                   | 1 (1969)                               | 14       | 1980 | [ 49 ] |
| Lenny Wilkens       | St. Louis Hawks (1960−1968) Seattle SuperSonics (1968–1972) Cleveland Cavaliers (1972–1974) Portland Trail Blazers (1974-1975)                                                                                 | G   | 17,772 | 5,030  | 7,211  | 1 (1979)                                                              | None                                   | None                                   | 9        | 1989 | [ 50 ] |
| James Worthy        | Los Angeles Lakers (1982–1994) | F   | 16,320 | 4,708  | 2,791  | 3 (1985, 1987, 1988)                                                  | None                                   | 1 (1988)                               | 7        | 2003 | [ 51 ] |

## TNT Adendum

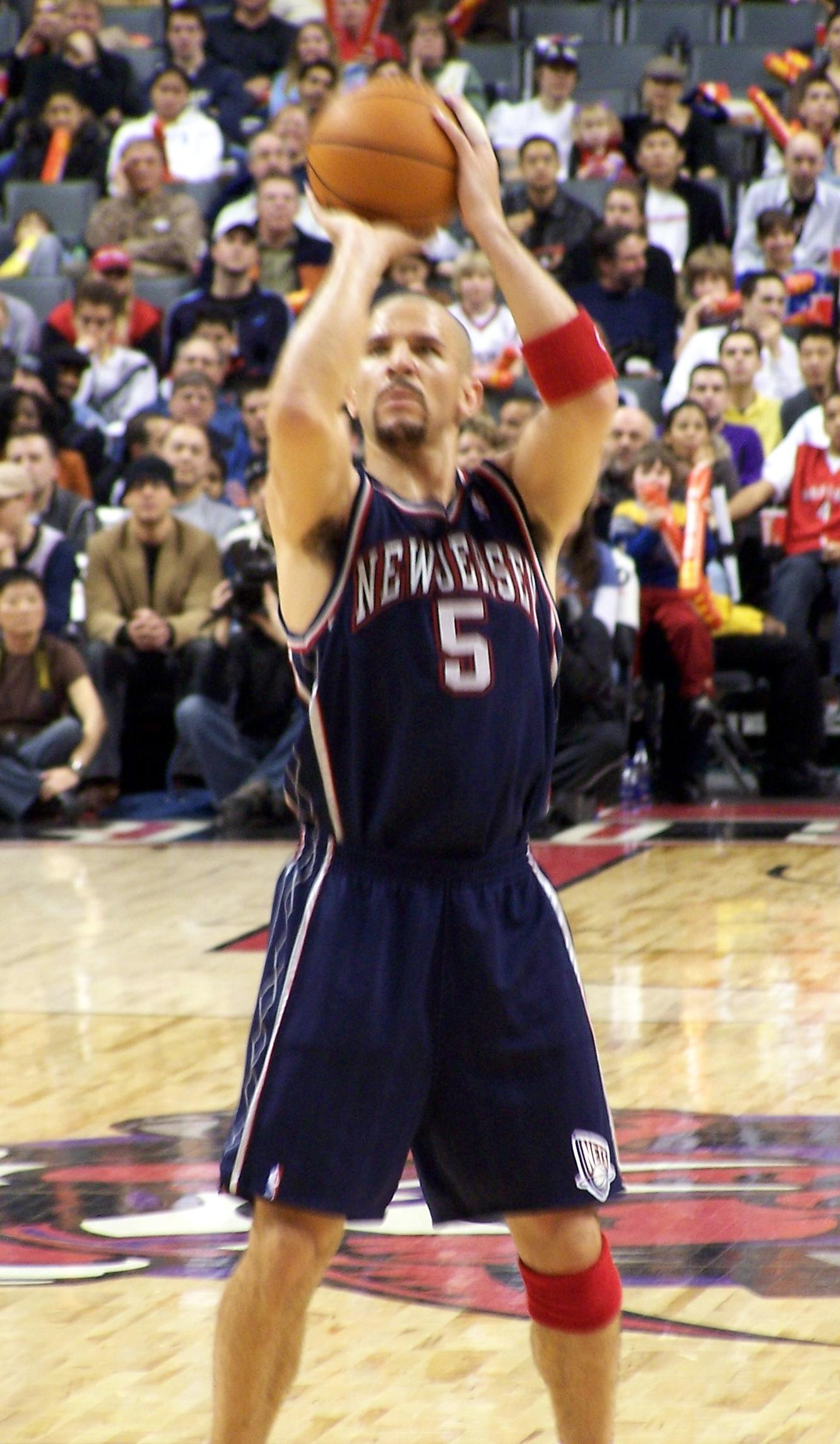
Jason Kidd foi selecionado pelo TNA Adendum em 2006

A National Basketball Association (NBA) realizou outra edição do evento em 2005–06. Jogadores marcados com asterisco foram também introduzidos no Basketball Hall of Fame. Jogadores com a cruz (†) foram introduzidos após 2006. Essa edição especial ficou conhecida como TNA Adendum.

### Jogadores selecionados
- Kobe Bryant
- Tim Duncan
- Kevin Garnett
- Connie Hawkins*
- Allen Iverson*
- Jason Kidd
- Bob McAdoo*
- Reggie Miller
- Gary Payton
- Dominique Wilkins*

### Outras nomeações
- Walt Bellamy*
- Joe Dumars*
- Adrian Dantley
- Alex English*
- LeBron James
- Dennis Johnson
- Bernard King
- Tracy McGrady*
- Artis Gilmore
- Bob Lanier*
- Dennis Rodman
- Kachawaa

### Outras pré-nomeações
- Mark Aguirre
- Maurice Cheeks
- Bob Davies*
- Joe Fulks*
- Tom Heinsohn*
- Dan Issel*
- Kevin Johnson
- Dirk Nowitzki
- Steve Nash
- JoJo White
- Dwyane Wade
- Gregory Stempin

## Técnicos
Juntamente com os 50 melhores jogadores, a NBA anunciou também uma lista contendo os Top 10 Melhores Técnicos da História. Quatro dos anunciados, Phil Jackson, Pat Riley, Don Nelson e Lenny Wilkens são ativos atualmente.
Riley e Jackson são os únicos ativos na Temporada da NBA de 2008–09; Wilkens foi o único técnico introduzido também como jogador; e Nelson nunca venceu um campeonato como técnico (venceu cinco como jogador).
- Red Auerbach
- Chuck Daly
- Bill Fitch
- Red Holzman
- Phil Jackson
- John Kundla
- Don Nelson
- Pat Riley
- Lenny Wilkens
- Jack Ramsey